# The Smoke from Lone Bill's Cabin
The Smoke from Lone Bill's Cabin è un cortometraggio muto del 1913 diretto da Rollin S. Sturgeon.

## Produzione
Il film fu prodotto dalla Vitagraph Company of America.

## Distribuzione
Distribuito dalla General Film Company, il film - un cortometraggio di 284 metri - uscì nelle sale cinematografiche statunitensi il 30 gennaio 1913 e venne distribuito in quelli britanniche l'8 maggio 1913.